# Tappetino adesivo

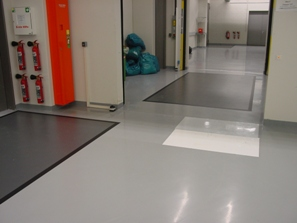
Un tappetino adesivo in un impianto di produzione di lenti

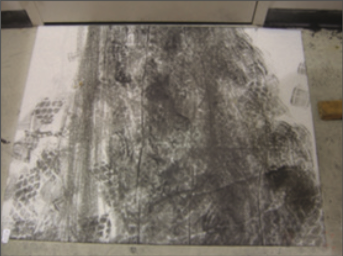
Un tappetino adesivo in un impianto di produzione di nanomateriali. Idealmente, altri controlli tecnici dovrebbero ridurre la quantità di polvere che si accumula sul pavimento e viene trascinata sul tappetino adesivo, a differenza di questo esempio.

Un tappetino adesivo, chiamato anche tappetino appiccicoso o tappetino per camere bianche, è un tappetino con una superficie adesiva che viene posizionato agli ingressi o alle uscite di determinati luoghi di lavoro per rimuovere i contaminanti dal fondo delle calzature e dei carrelli con ruote, come i carrelli spinti a mano. Costituisce un esempio di controllo tecnico secondo la gerarchia dei controlli del rischio.

## Applicazioni
I tappetini adesivi vengono generalmente utilizzati nelle camere bianche e nei cantieri edili. Il loro scopo è impedire l'ingresso di contaminanti nel sito associato all'accesso del personale e l'uscita di materiali pericolosi. In una camera bianca, le particelle sospese nell'aria che non vengono rimosse dal sistema di ventilazione si depositano sulle superfici tra cui anche pavimenti, da dove possono essere trasportate dal personale camminando.

## Descrizione
I tappetini adesivi possono essere temporanei o permanenti. I tappetini adesivi temporanei sono costituiti diversi strati di pellicola di plastica adesiva che vengono periodicamente staccati e gettati via. I tappetini permanenti sono invece costituiti da un materiale polimerico, solitamente a base di poliestere o cloruro di polivinile, che lega le particelle attraverso forze elettrostatiche.

## Vantaggi e svantaggi
Durante il processo di rimozione dei tappetini temporanei le particelle dal tappetino potrebbero essere inalate. Dall'altra parte, i tappetini permanenti devono essere lavati con spazzola e detergente, il che richiede più tempo rispetto alla semplice rimozione.
Uno studio del 2012 ha rilevato che i tappetini adesivi temporanei riducono la quantità di particelle su scarpe e soprascarpe del 20-50%, mentre i tappetini permanenti lo riducono di circa l'80%. Inoltre da tale studio è risultato che i tappetini adesivi rilasciano più particelle quando sono più sporchi e quando sono staccati rapidamente. Non è stato invece dimostrato che i tappetini adesivi posizionati fuori dall'ingresso di una sala operatoria riducano il numero di microrganismi sulle scarpe o sulle ruote della barella, né riducano il rischio di infezioni nella sala operatoria.